# Pierre Manhès
Pour les articles homonymes, voir Manhès.
Pierre Manhès (1841 – 1906) est un industriel et ingénieur français, qui a réussi, en 1880, à adapter le principe du convertisseur Bessemer à la pyrométallurgie du cuivre. Avec son ingénieur Paul David, il met au point le convertisseur et le procédé Manhès-David, qui seront largement adoptés, notamment aux États-Unis.

## Biographie
Pierre Manhès nait à Lyon le 22 juillet 1841, de Joséphe et d'Antoine Manhès, au sein d'une famille de 15 enfants (dont quelques-uns décèderont en bas âge).
100 ans pour une saga familiale : 
L'histoire de la famille Manhès commence dans le Cantal, Pierre Manhès (1786-1866) est marchand chaudronnier au village de Benech à Mandailles. En 1839, il quitte son village avec son fils Antoine et commence à Lyon une carrière de marchand de métaux. L'année suivante, il achète une fonderie, qui déclinait, 35 quai Fulchiron. Antoine, sera à l'origine de la Fonderie Manhès. Pour maîtriser mieux la filière, il achète l'usine de cuivre de Vedène (Vaucluse) dont son fils aîné, Pierre (dont on parle dans cet article) sera le directeur et le développeur technique. Deux autres de ses fils, Fleury et Antoine, puis les fils de Fleury, Antoine et Jacques, seront les gestionnaires de la maison Manhès qui deviendra la fonderie des frères Manhès. Cette aventure familiale s'arrêtera en 1939, par la fusion avec les établissements Brossette et fils.
Il épouse le 17 décembre 1867 Marie Claudine Malterre, avec laquelle il aura 11 enfants, comme Geneviève-Louise, dont le mariage avec Louis Couturier en 1899 illustre l'ancrage familial au sein de la bourgeoisie lyonnaise.
« Appelé par le développement des affaires de son père à s'occuper principalement de la métallurgie du cuivre », il met au point, en s'inspirant du procédé Bessemer, un mode de traitement nouveau des minerais, qui est rapidement adopté en Angleterre, aux États-Unis et au Chili.
Son engagement dans la vie économique lyonnaise lui vaut d’être nommé chevalier de la Légion d’Honneur en 1885. Il est aussi distingué à l'étranger, où il devient commandeur de divers ordres (ordre du Médjidié et d'Isabelle la Catholique).
Il décède à Nantua, le 4 février 1906 et est inhumé le 7 février au cimetière de Loyasse à Lyon.

## Invention du procédé Manhès-David

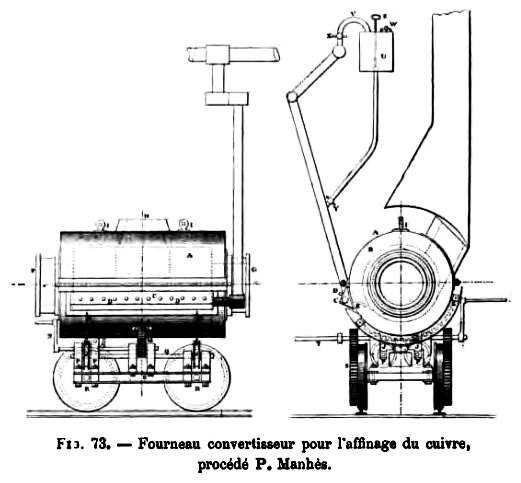
Croquis du convertisseur, doté d'un système d'injection de poudre siliceuse dans l'air soufflé, selon un brevet déposé en 1884.

L'invention du procédé Bessemer, en 1855, suscite un intérêt extraordinaire de la part des métallurgistes. Mais quelques années après, les limitations du procédés sont avérées, et il faut attendre 1877 pour que Sidney Gilchrist Thomas l'amène à sa pleine maturité. Sa généralisation au traitement du cuivre est très rapidement envisagée :
« Les analogies entre ces deux fabrications sont en effet très grandes. De même qu'au haut fourneau, le minerai est réduit à l'état de fonte, combinaison de fer et de carbone, de même le minerai de cuivre est transformé par une simple fusion, la fonte crue, en un composé sulfuré, formé de cuivre, de fer et de soufre. Dans ces deux opérations, on sépare les métaux des gangues, et l'on obtient des produits principaux analogues ; d'un côté, c'est un carbure et un siliciure de fer et de manganèse; de l'autre, un sulfure de fer et de cuivre. Par la simple action du vent, on élimine pendant l'opération Bessemer le silicium, le manganèse et le carbone ; de la même manière, on enlève à la matte son soufre et son fer, qui sont tous deux plus oxydables que le cuivre.

Mais les difficultés rencontrées dans le traitement des mattes sont bien plus grandes que celles du traitement de la fonte, où les éléments à oxyder ne dépassent pas 9 à 10 pour 100 du poids du métal ; la matte, au contraire, ne contient en général que 20 pour 100 de cuivre. Il faut donc enlever par oxydation 80 pour 100 des matières traitées. Les éléments étrangers de la fonte, silicium et carbone, développent en brûlant une quantité considérable de chaleur […] Le soufre et le fer au contraire ne produisent que 2 200  et   1 500 calories [par kilogramme]. »
— Paul Weiss, Le Cuivre
En effet, s'il est théoriquement possible, le soufflage du cuivre dans un convertisseur Bessemer rencontre de grosses difficultés lors de sa mise en œuvre. Les essais de John M. Hollway en 1878 échouent : le soufflage se fait de manière très intermittente, le réfractaire s'use énormément, les tuyères se colmatent, le métal se fige avant la fin de l'opération, beaucoup plus longue que les procédés sidérurgiques, etc.
Pour autant, Pierre Manhès, qui connait bien la métallurgie du cuivre, mène des essais dans son laminoir de Vedène (Vaucluse) puis dans ses usines d'Éguilles (près d'Avignon). Il utilise pour cela un petit convertisseur Bessemer d'une capacité de 50 kilos. « Après de nombreux mécomptes », il comprend les adaptations à faire pour assurer la réussite du soufflage :
- l'inclinaison progressive du convertisseur, pour éloigner les tuyères du fond, où se rassemble le cuivre, plus dense ;
- l'interruption du soufflage pour vidanger les scories produites par l'oxydation du fer.

Ces deux opérations amènent à corriger sans cesse l'inclinaison de la cornue pendant le soufflage. Il essaie alors en 1881, avec succès, des tuyères horizontales arrivant latéralement au-dessus du fond. Vers 1884, au moment où le procédé est essayé aux États-Unis, il développe avec son ingénieur Paul David, une forme cylindrique qui s'avère plus adaptée aux spécificités de l'affinage des mattes de cuivre.
Pierre Manhès travaille ensuite sur l'adaptation de son procédé à la pyrométallurgie du nickel, particulièrement le traitement des minerais sulfurés et arséniés de nickel. En effet, le cuivre et le nickel peuvent être extraits par des procédés proches, même si le nickel, plus oxydable que le cuivre, a tendance à passer rapidement dans les scories. Pour autant, Pierre Manhès n'hésite pas à explorer d'autres méthodes pour l'affinage du nickel, comme la fusion en présence des chlorures

## Autres activités
Sa fortune établie grâce à son procédé, Pierre Manhès participe activement à la vie économique lyonnaise. Il est ainsi administrateur délégué de la S.A. Lyonnaise des Placers Aurifères des Apennins, devenue par la suite S.A. des Mines d’or du Gorzenti, ainsi que de la Société des Naphtes et Pétroles du Caucase et même de l'éphémère Banque de Lyon et de la Loire. Proche des milieux d’affaires catholiques, il fonde avec des associés, à l’automne 1881, la Caisse lyonnaise, une éphémère société anonyme au capital de vingt millions de francs,.
Dans les années 1870, il siège comme juge suppléant au Tribunal de Commerce de Lyon. Comme tant d’hommes d’affaires lyonnais, il participe également à plusieurs sociétés savantes comme la Société géologique de France, la Société d'encouragement pour l'industrie nationale ou la Société de l'industrie minérale. Proche des milieux catholiques, il fait partie de la Congrégation des Messieurs de Lyon et est actionnaire du Nouvelliste de Lyon.